# Stinoplus etearchus
Stinoplus etearchus är en stekelart som först beskrevs av Walker 1848.  Stinoplus etearchus ingår i släktet Stinoplus och familjen puppglanssteklar. Arten är reproducerande i Sverige. Inga underarter finns listade i Catalogue of Life.